# معركة جيزور
```
معركة جيزور
 (27 سبتمبر، 1198) كانت مناوشة وقتال في كورسيل-لي-جيزور، 
واز
، 
بيكاردي
، جزء من القتال الدائر بين 
ريتشارد قلب الأسد ملك إنجلترا
 
وفيليب أوغسطس
 ملك 
فرنسا
 التي استمرت من 1194 إلى موت ريتشارد في أبريل 1199.اشتعل من جديد الصراع السابق بعد انتهاء الهدنة بين الملكين  (يكفي أن نرى الحصاد، وفقا للمؤرخ روجر من هوفدين). قام كلا الملكين بغزو ونهب أراضي الطرف الآخر، مما تسبب في معاناة شديدة للسكان المحليين من خلال وضع عيون اسراهم.
```

تقدم ريتشارد عبر الأراضي الفرنسية من خلال القبض على العديد من القلاع، وعلى الأخص  قلعة كورسيل (التي لا تزال فريدة من نوعها محصنة بيضوية فريدة) وقلعة في بوريس. حاول الملك الفرنسي استعادة كورسيل وهو يسير من «مانتي» مع 300 من الفرسان وجمع من المشاة والمواطنين. التقى الجيشان، بعد أن غير الجيش الفرنجي - الذي كان متفوقًا في الأعداد- من الاتجاهات واتجه نحو جيزور.  هزم الإنجليز الفرنسيين واستولوا على العديد من الفرسان البارزين، وكذلك الخيول الاستعراضية.وفر الفرنسيون من الميدان عن طريق عبور الجسر في بلدة جيزور، والذي انهارت بسبب ثقلهم، «وملك فرنسا، كما سمعنا القول، اضطر للشرب من النهر» ريتشارد أخبر أسقف دورهام; مع الملك الفرنسي يكافح من أجل حياته، تمكنت قواته من سحبه من الماء. بقي حصن جيزور المنيع في أيدي الفرنسيين، رغم ذلك.
وتلت المعركة هدنة مؤقتة أخرى، صنعت في فيرنون.
ويقال -قبل جيزور- بأن قد صاغ ريتشارد جملة الرب وحقي ككلمة سرّ لمعرفة الصديق من العدو "Dieu et mon droit"، إنكار لولائه لملك فرنسا. بهذا الشعار، يشهد ريتشارد بأنه مدين لمملكته—ونورماندي وآكيتين وأنجو—لله وحقه وحده.

## وصلات خارجية
- حوليات علم من Hoveden (لندن، 1853), هنري رايلي. روجر ونقلت في تقرير ريتشارد إلى أسقف دورهام
- صورة من معركة في المكتبة البريطانية
- زينوفون المجموعة: «حرب Bouvines» : سياق هذه المعركة في المدى -- ما يصل إلى معركة حاسمة في Bouvines (1214)